# آبشار استاباخ
آبشار استابچ (به انگلیسی: Staubbach Falls) آبشاری است که در سوئیس واقع شده و ارتفاع کلی ریزشگاه آن ۳۰۰ متر است.